# Irv Gotti
Irving Domingo Lorenzo, Jr. (n. 26 iunie 1970, Hollis⁠(d), New York, SUA – d. 5 februarie 2025, New York City, New York, SUA), cunoscut mai bine sub numele Irv Gotti, a fost un producător american de muzică hip hop și R&B. A condus casa de discuri The Inc. Records. Și-a ales numele de scenă „Irv Gotti” după John Gotti.

## Discografie
Lista de mai jos cuprinde piesele produse de Irv Gotti
- 1994
  - "Shit's Real" (Mic Geronimo)

- 1996
  - "Can I Live" (Jay-Z)

- 1998
  - "Can I Get A..." (Jay-Z cu Amil & Ja Rule)
  - "Hot Spot" (Foxy Brown)

- 1999
  - "What's My Name" (DMX)
  - "Holla Holla" (Ja Rule)

- 2000
  - "Come Back in One Piece"  (Aaliyah & (DMX (rapper) 
  - "Between Me and You" (Ja Rule featuring Christina Millian)

- 2001
  - "What's Luv?" (Fat Joe cu Ashanti & Ja Rule)
  - "I'm real (Murder Remix)" (Jennifer Lopez featuring Ja Rule)
  - "Ain't It Funny (Murder Remix)" (Jennifer Lopez featuring Ja Rule & Caddillac Tah)
  - "I Cry" (Ja Rule)
  - "Always on Time" (Ja Rule featuring Ashanti)

- 2002
  - "Foolish" (Ashanti)
  - "Happy" (Ashanti)
  - "Down 4 U" (Irv Gotti featuring Ja Rule, Ashanti, Vita & Charli Baltimore)
  - "Mesmerize" (Ja Rule featuring Ashanti)
  - "Gangsta Lovin" (Eve featuring Alicia Keys)

- 2004
  - "Breakup 2 Makeup" (Ashanti cu Black Child)

- 2005
  - "Infatuated" (Memphis Bleek)